# Chin chin el teporocho (película)
Chin chin el teporocho es una película mexicana de drama dirigida por Gabriel Retes y basada en la novela homónima del escritor mexicano Armando Ramírez. Fue estrenada el 15 de agosto de 1976.

## Sinopsis
La trama narra la historia de Rogelio (Carlos Chávez), Víctor (Jorge Balzaretti), Gilberto (Jorge Santoyo) y Rubén (Abel Woolrich). La historia es contada por Chin Chin, un joven teporocho del barrio de Tepito de la Ciudad de México, quien recuerda los acontecimientos que lo llevaron al alcoholismo y la drogadicción.
Rogelio conoce a Michele (Tina Romero), la hija del abarrotero español don Pepe (Aarón Hernán), quien desprecia a Rogelio por su condición social. A pesar del rechazo de su padre, Michele y Rogelio se casan.
Por su parte, Víctor es un joven cuya vida ha estado llena de privaciones, por lo que decide emigrar como bracero a los Estados Unidos. Gilberto se ha refugiado en el alcohol para huir de sus problemas, mientras que Rubén no tiene problemas económicos pero sus ingresos provienen de actividades ilícitas.
Una noche, Víctor es asesinado; Rogelio jura matar a Rubén, a quien considera culpable del homicidio de Víctor. Michele queda embarazada de Rogelio y para celebrarlo, se emborrachan. Cuando se termina el alcohol, Rogelio acude a la tienda de su suegro, a quien encuentra con Rubén tratando de seducir a un niño. Iracundo, Rogelio mata a Rubén. El abarrotero intenta sobornar a Rogelio pero él no acepta; decide huir con su esposa pero ella se niega y prefiere quedarse con su padre. Rogelio se marcha solo y se vuelve un teporocho. Se revela entonces que Rogelio narra su propia historia, en tercera persona.

## Reparto
- Carlos Chávez es Rogelio.
- Jorge Santoyo es Gilberto.
- Jorge Balzaretti es Víctor.
- Abel Woolrich es Rubén.
- Tina Romero es Michele.
- Diana Bracho es Sonia.
- Aarón Hernán es don Pepe, el español.

## Producción
La producción dio inicio el 29 de septiembre de 1975 en los Estudios Churubusco de la Ciudad de México, usando locaciones de la urbe como el barrio de Tepito y la Ciudad Universitaria de la UNAM.
Chin chin el teporocho es la ópera prima de Gabriel Retes.

## Temas
La novela es considerada por la crítica como "un verdadero documento antropológico de la marginación y la pobreza”. La película aborda temas como la marginación social que se sufría en la época en el estrato más bajo de la sociedad mexicana. 

El relato, que refleja de manera muy cruda y muy real la vida cotidiana de los cuatro protagonistas, está lleno de momentos en que la realidad se mezcla con la fantasía, en que los personajes dejan de ser ellos mismos para convertirse en símbolos a través de los cuales se hace una aguda y acertada crítica a las autoridades corruptas, al alcoholismo y a la degradación individual y social.
Anuario de la Producción Cinematográfica Mexicana, 1975

El actor mexicano César Chávez consideró que su inclusión en el papel protagónico marcó un cambio con el convencionalismo masculino en los roles principales:

Ha cambiado la mentalidad y ha cambiado por una sencilla razón, los personajes de nuestras cintas actuales son reales. Yo encarno a un muchacho de barrio de Tepito porque como yo son la mayoría de los jóvenes tepiteños. ¡Qué falso se vería un galán al estilo clásico de nuestro cine tradicionalista!
Carlos Chávez, 26 de noviembre de 1975

## Recepción
En su reseña, publicada en 1976, el articulista mexicano Luis G. Basurto señaló:

El melodrama, rozado apenas en el libro original, aparece vergonzante pero patente en varias escenas de la versión fílmica. Nos encontramos con secuencias aisladas de muy buen enfoque, de vigoroso trazo, de expresión dramática convincente, al lado de otras convencionales y respectivas.
Luis G. Basurto, Excélsior, agosto de 1976